# Sornnarai Jumrurai
Sornnarai Jumrurai (thailändisch ศรนารายณ์ จำรุราย, * 7. März 1991 in Roi Et), auch als Max (thailändisch แม็ก) bekannt, ist ein thailändischer Fußballspieler.

## Karriere
Sornnarai Jumrurai spielte bis 2011 beim Raj-Vithi FC in Bangkok. Der Club spielte in der dritten Liga, der Regional League Division 2 in der Bangkok Region. 2012 spielte er die Hinserie beim Ayutthaya FC in Ayutthaya. Der Verein spielte ebenfalls in der dritten Liga, in der Region Central/East. Nach der Hinserie wechselte er zu TOT SC nach Bangkok. Mit dem Club spielte er in der ersten Liga, der Thai Premier League. Bis zur Auflösung des Vereins Ende 2015 absolvierte der Torwart 25 Erstligaspiele. Die Saison 2016 schloss er sich dem neugegründeten Ayutthaya Warrior FC, der in der dritten Liga spielte, aus Ayutthaya an. Nach der Saison wurde er Club wieder aufgelöst. 2017 nahm ihn der Surat Thani City FC aus Surat Thani für die Hinserie unter Vertrag. Die Rückserie spielte er beim Udon Thani FC aus Udon Thani in der Thai League 3. Am Ende der Saison wurde er mit dem Club Vizemeister der Upper Region und stieg somit in die zweite Liga auf. Nach dem Aufstieg verließ er Surat Thani und wechselte nach Lamang. Hier unterzeichnete er einen Einjahresvertrag beim Zweitligisten Lampang FC. Nach Vertragsende wechselte er zu seinem ehemaligen Club Udon Thani FC. Hier stand der Torwart bis Ende August 2022 unter Vertrag. Am 27. August 2022 unterschrieb er einen Vertrag beim Drittligisten Samut Songkhram FC. Mit dem Verein aus Samut Songkhram spielte er zwölfmal in der Western Region der Liga. Zu Beginn der Saison 2023/24 wechselte der Torwart in die North/Eastern Region. Hier schloss er sich dem Mahasarakham FC an. Am Ende der Saison feierte er mit Mahasarakham die Vizemeisterschaft und den Aufstieg in die zweite Liga.

## Erfolge
Udon Thani FC
- Thai League 3 – Upper Region: 2017 (Vizemeister)  ▲

Mahasarakham FC
- Thai League 3 – North East: 2023/24 (Vizemeister)  ▲